# Hřivínův Újezd
Hřivínův Újezd – gmina w Czechach, w powiecie Zlín, w kraju zlińskim. Według danych z dnia 1 stycznia 2012 liczyła 539 mieszkańców.